# Allomyia tripunctata
Allomyia tripunctata är en nattsländeart som först beskrevs av Banks 1900.  Allomyia tripunctata ingår i släktet Allomyia och familjen Apataniidae. Inga underarter finns listade i Catalogue of Life.